# ATP Tour 2019
ATP Tour 2019 là hệ thống giải đấu quần vợt chuyên nghiệp nam hàng đầu thế giới được tổ chức bởi Hiệp hội quần vợt nhà nghề (ATP) cho mùa giải quần vợt 2019. Lịch thi đấu của ATP Tour 2019 có các giải đấu Grand Slam (được tổ chức bởi Liên đoàn quần vợt quốc tế (ITF)), ATP Tour Masters 1000, ATP Tour 500, ATP Tour 250, Davis Cup (được tổ chức bởi ITF), và ATP Finals. Trong lịch thi đấu năm 2019 này cũng có cả Hopman Cup (được tổ chức bởi ITF) và Next Generation ATP Finals, đó là giải đấu không tính điểm vào bảng xếp hạng.

## Lịch thi đấu
Dưới đây là lịch thi đấu đầy đủ của các sự kiện trong năm 2019.
Chú thích
| Giải Grand Slam       |
| ATP Finals            |
| ATP Tour Masters 1000 |
| ATP Tour 500          |
| ATP Tour 250          |
| Sự kiện đồng đội      |

### Tháng 1
| Tuần của ngày         | Giải đấu | Vô địch | Á quân | Bán kết                                    | Tứ kết                                                                 |
| --------------------- | --- | --- | --- | ------------------------------------------ | ---------------------------------------------------------------------- |
| 31 tháng 12           | Hopman Cup Perth, Úc Giải vô địch Đồng đội Nam nữ ITF Cứng trong nhà – 8 đội (VB) | Thụy Sĩ · 2–1 | Đức | Vòng bảng (Bảng A) Úc · Tây Ban Nha · Pháp | Vòng bảng (Bảng B) Hy Lạp · Anh Quốc · Hoa Kỳ                          |
| 31 tháng 12           | Qatar Open Doha, Qatar ATP Tour 250 $1,416,205 – Cứng – 32S/16Q/16D Kết quả đơn – Kết quả đôi | Roberto Bautista Agut 6–4, 3–6, 6–3 | Tomáš Berdych | Novak Djokovic Marco Cecchinato            | Nikoloz Basilashvili Stan Wawrinka Dušan Lajović Pierre-Hugues Herbert |
| 31 tháng 12           | Qatar Open Doha, Qatar ATP Tour 250 $1,416,205 – Cứng – 32S/16Q/16D Kết quả đơn – Kết quả đôi | David Goffin Pierre-Hugues Herbert 5–7, 6–4, [10–4] | Robin Haase Matwé Middelkoop | Novak Djokovic Marco Cecchinato            | Nikoloz Basilashvili Stan Wawrinka Dušan Lajović Pierre-Hugues Herbert |
| 31 tháng 12           | Brisbane International Brisbane, Úc ATP Tour 250 $589,680 – Cứng – 28S/16Q/16D Kết quả đơn – Kết quả đôi | Kei Nishikori 6–4, 3–6, 6–2 | Daniil Medvedev | Jo-Wilfried Tsonga Jérémy Chardy           | Alex de Minaur Milos Raonic Yasutaka Uchiyama Grigor Dimitrov          |
| 31 tháng 12           | Brisbane International Brisbane, Úc ATP Tour 250 $589,680 – Cứng – 28S/16Q/16D Kết quả đơn – Kết quả đôi | Marcus Daniell Wesley Koolhof 6–4, 7–6(8–6) | Rajeev Ram Joe Salisbury | Jo-Wilfried Tsonga Jérémy Chardy           | Alex de Minaur Milos Raonic Yasutaka Uchiyama Grigor Dimitrov          |
| 31 tháng 12           | Maharashtra Open Pune, Ấn Độ ATP Tour 250 $589,680 – Cứng – 28S/16Q/16D Kết quả đơn – Kết quả đôi | Kevin Anderson 7–6(7–4), 6–7(2–7), 7–6(7–5) | Ivo Karlović | Gilles Simon Steve Darcis                  | Jaume Munar Benoît Paire Malek Jaziri Ernests Gulbis                   |
| 31 tháng 12           | Maharashtra Open Pune, Ấn Độ ATP Tour 250 $589,680 – Cứng – 28S/16Q/16D Kết quả đơn – Kết quả đôi | Rohan Bopanna Divij Sharan 6–3, 6–4 | Luke Bambridge Jonny O'Mara | Gilles Simon Steve Darcis                  | Jaume Munar Benoît Paire Malek Jaziri Ernests Gulbis                   |
| 7 tháng 1             | Sydney International Sydney, Úc ATP Tour 250 $589,680 – Cứng – 28S/16Q/16D Kết quả đơn – Kết quả đôi | Alex de Minaur 7–5, 7–6(7–5) | Andreas Seppi | Diego Schwartzman Gilles Simon             | Stefanos Tsitsipas Yoshihito Nishioka John Millman Jordan Thompson     |
| 7 tháng 1             | Sydney International Sydney, Úc ATP Tour 250 $589,680 – Cứng – 28S/16Q/16D Kết quả đơn – Kết quả đôi | Jamie Murray Bruno Soares 6–4, 6–3 | Juan Sebastián Cabal Robert Farah | Diego Schwartzman Gilles Simon             | Stefanos Tsitsipas Yoshihito Nishioka John Millman Jordan Thompson     |
| 7 tháng 1             | Auckland Open Auckland, New Zealand ATP Tour 250 $589,680 – Cứng – 28S/16Q/16D Kết quả đơn – Kết quả đôi | Tennys Sandgren 6–4, 6–2 | Cameron Norrie | Jan-Lennard Struff Philipp Kohlschreiber   | Taylor Fritz Pablo Carreño Busta Leonardo Mayer Fabio Fognini          |
| 7 tháng 1             | Auckland Open Auckland, New Zealand ATP Tour 250 $589,680 – Cứng – 28S/16Q/16D Kết quả đơn – Kết quả đôi | Ben McLachlan Jan-Lennard Struff 6–3, 6–4 | Raven Klaasen Michael Venus | Jan-Lennard Struff Philipp Kohlschreiber   | Taylor Fritz Pablo Carreño Busta Leonardo Mayer Fabio Fognini          |
| 14 tháng 1 21 tháng 1 | Giải quần vợt Úc Mở rộng Melbourne, Úc Grand Slam A$28,814,100 – Cứng 128S/128Q/64D/32X Kết quả đơn – Kết quả đôi – Kết quả đôi nam nữ | Novak Djokovic 6–3, 6–2, 6–3 | Rafael Nadal | Lucas Pouille Stefanos Tsitsipas           | Kei Nishikori Milos Raonic Roberto Bautista Agut Frances Tiafoe        |
| 14 tháng 1 21 tháng 1 | Giải quần vợt Úc Mở rộng Melbourne, Úc Grand Slam A$28,814,100 – Cứng 128S/128Q/64D/32X Kết quả đơn – Kết quả đôi – Kết quả đôi nam nữ | Pierre-Hugues Herbert Nicolas Mahut 6–4, 7–6(7–1) | Henri Kontinen John Peers | Lucas Pouille Stefanos Tsitsipas           | Kei Nishikori Milos Raonic Roberto Bautista Agut Frances Tiafoe        |
| 14 tháng 1 21 tháng 1 | Giải quần vợt Úc Mở rộng Melbourne, Úc Grand Slam A$28,814,100 – Cứng 128S/128Q/64D/32X Kết quả đơn – Kết quả đôi – Kết quả đôi nam nữ | Barbora Krejčíková Rajeev Ram 7–6(7–3), 6–1 | Astra Sharma John-Patrick Smith | Lucas Pouille Stefanos Tsitsipas           | Kei Nishikori Milos Raonic Roberto Bautista Agut Frances Tiafoe        |
| 28 tháng 1            | Vòng loại Davis Cup Uberlândia, Brazil – Đất nện trong nhà Tashkent, Uzbekistan – Cứng trong nhà Adelaide, Úc – Cứng Kolkata, Ấn Độ – Cỏ Frankfurt, Đức – Cứng trong nhà Biel/Bienne, Thụy Sĩ – Cứng trong nhà Astana, Kazakhstan – Cứng trong nhà Ostrava, Cộng hòa Séc – Cứng trong nhà Bogotá, Colombia – Đất nện trong nhà Salzburg, Áo – Đất nện trong nhà Bratislava, Slovakia – Đất nện trong nhà Guangzhou, Trung Quốc – Cứng | Thắng vòng loại Bỉ 3–1 · Serbia 3–2 · Úc 4–0 · Ý 3–1 · Đức 5–0 · Nga 3–1 · Kazakhstan 3–1 · Hà Lan 3–1 · Colombia 4–0 · Chile 3–2 · Canada 3–2 · Nhật Bản 3–2 · | Thua vòng loại Brasil · Uzbekistan · Bosna và Hercegovina · Ấn Độ · Hungary · Thụy Sĩ · Bồ Đào Nha · Cộng hòa Séc · Thụy Điển · Áo · Slovakia · Trung Quốc |                                            |                                                                        |

### Tháng 2
| Tuần của ngày | Giải đấu | Vô địch                                              | Á quân                                 | Bán kết                        | Tứ kết                                                                   |
| ------------- | --- | ---------------------------------------------------- | -------------------------------------- | ------------------------------ | ------------------------------------------------------------------------ |
| 4 tháng 2     | Open Sud de France Montpellier, Pháp ATP Tour 250 €586,140 – Cứng trong nhà – 28S/16Q/16D Kết quả đơn – Kết quả đôi                           | Jo-Wilfried Tsonga 6–4, 6–2                          | Pierre-Hugues Herbert                  | Radu Albot Tomáš Berdych       | Marcos Baghdatis Jérémy Chardy Denis Shapovalov Filip Krajinović         |
| 4 tháng 2     | Open Sud de France Montpellier, Pháp ATP Tour 250 €586,140 – Cứng trong nhà – 28S/16Q/16D Kết quả đơn – Kết quả đôi                           | Ivan Dodig Édouard Roger-Vasselin 6–4, 6–3           | Benjamin Bonzi Antoine Hoang           | Radu Albot Tomáš Berdych       | Marcos Baghdatis Jérémy Chardy Denis Shapovalov Filip Krajinović         |
| 4 tháng 2     | Sofia Open Sofia, Bulgaria ATP Tour 250 €586,140 – Cứng trong nhà – 28S/16Q/16D Kết quả đơn – Kết quả đôi                                     | Daniil Medvedev 6–4, 6–3                             | Márton Fucsovics                       | Matteo Berrettini Gaël Monfils | Fernando Verdasco Roberto Bautista Agut Martin Kližan Stefanos Tsitsipas |
| 4 tháng 2     | Sofia Open Sofia, Bulgaria ATP Tour 250 €586,140 – Cứng trong nhà – 28S/16Q/16D Kết quả đơn – Kết quả đôi                                     | Nikola Mektić Jürgen Melzer 6–2, 4–6, [10–2]         | Hsieh Cheng-peng Christopher Rungkat   | Matteo Berrettini Gaël Monfils | Fernando Verdasco Roberto Bautista Agut Martin Kližan Stefanos Tsitsipas |
| 4 tháng 2     | Córdoba Open Córdoba, Argentina ATP Tour 250 $589,680 – Đất nện (Đỏ) – 28S/16Q/16D Kết quả đơn – Kết quả đôi                                  | Juan Ignacio Londero 3–6, 7–5, 6–1                   | Guido Pella                            | Pablo Cuevas Federico Delbonis | Aljaž Bedene Diego Schwartzman Pedro Cachín Jaume Munar                  |
| 4 tháng 2     | Córdoba Open Córdoba, Argentina ATP Tour 250 $589,680 – Đất nện (Đỏ) – 28S/16Q/16D Kết quả đơn – Kết quả đôi                                  | Roman Jebavý Andrés Molteni 6–4, 7–6(7–4)            | Máximo González Horacio Zeballos       | Pablo Cuevas Federico Delbonis | Aljaž Bedene Diego Schwartzman Pedro Cachín Jaume Munar                  |
| 11 tháng 2    | Rotterdam Open Rotterdam, Hà Lan ATP Tour 500 $2,098,480 – Cứng trong nhà – 32S/16Q/16D Kết quả đơn – Kết quả đôi                             | Gaël Monfils 6–3, 1–6, 6–2                           | Stan Wawrinka                          | Kei Nishikori Daniil Medvedev  | Márton Fucsovics Denis Shapovalov Damir Džumhur Jo-Wilfried Tsonga       |
| 11 tháng 2    | Rotterdam Open Rotterdam, Hà Lan ATP Tour 500 $2,098,480 – Cứng trong nhà – 32S/16Q/16D Kết quả đơn – Kết quả đôi                             | Jérémy Chardy Henri Kontinen 7–6(7–5), 7–6(7–4)      | Jean-Julien Rojer Horia Tecău          | Kei Nishikori Daniil Medvedev  | Márton Fucsovics Denis Shapovalov Damir Džumhur Jo-Wilfried Tsonga       |
| 11 tháng 2    | New York Open Uniondale, Hoa Kỳ ATP Tour 250 $777,385 – Cứng trong nhà – 28S/16Q/16D Kết quả đơn – Kết quả đôi                                | Reilly Opelka 6–1, 6–7(7–9), 7–6(9–7)                | Brayden Schnur                         | John Isner Sam Querrey         | Jordan Thompson Guillermo García López Paolo Lorenzi Jason Jung          |
| 11 tháng 2    | New York Open Uniondale, Hoa Kỳ ATP Tour 250 $777,385 – Cứng trong nhà – 28S/16Q/16D Kết quả đơn – Kết quả đôi                                | Kevin Krawietz Andreas Mies 6–4, 7–5                 | Santiago González Aisam-ul-Haq Qureshi | John Isner Sam Querrey         | Jordan Thompson Guillermo García López Paolo Lorenzi Jason Jung          |
| 11 tháng 2    | Argentina Open Buenos Aires, Argentina ATP Tour 250 $673,135 – Đất nện (Đỏ) – 28S/16Q/16D Kết quả đơn – Kết quả đôi                           | Marco Cecchinato 6–1, 6–2                            | Diego Schwartzman                      | Dominic Thiem Guido Pella      | Pablo Cuevas Albert Ramos Viñolas Roberto Carballés Baena Jaume Munar    |
| 11 tháng 2    | Argentina Open Buenos Aires, Argentina ATP Tour 250 $673,135 – Đất nện (Đỏ) – 28S/16Q/16D Kết quả đơn – Kết quả đôi                           | Máximo González Horacio Zeballos 6–1, 6–1            | Diego Schwartzman Dominic Thiem        | Dominic Thiem Guido Pella      | Pablo Cuevas Albert Ramos Viñolas Roberto Carballés Baena Jaume Munar    |
| 18 tháng 2    | Rio Open Rio de Janeiro, Brasil ATP Tour 500 $1,937,740 – Đất nện (Đỏ) – 32S/16Q/16D Kết quả đơn – Kết quả đôi                                | Laslo Đere 6–3, 7–5                                  | Félix Auger-Aliassime                  | Aljaž Bedene Pablo Cuevas      | Casper Ruud Hugo Dellien Albert Ramos Viñolas Jaume Munar                |
| 18 tháng 2    | Rio Open Rio de Janeiro, Brasil ATP Tour 500 $1,937,740 – Đất nện (Đỏ) – 32S/16Q/16D Kết quả đơn – Kết quả đôi                                | Máximo González Nicolás Jarry 6–7(3–7), 6–3, [10–7]  | Thomaz Bellucci Rogério Dutra Silva    | Aljaž Bedene Pablo Cuevas      | Casper Ruud Hugo Dellien Albert Ramos Viñolas Jaume Munar                |
| 18 tháng 2    | Open 13 Marseille, Pháp ATP Tour 250 €744,010 – Cứng trong nhà – 28S/16Q/16D Kết quả đơn – Kết quả đôi                                        | Stefanos Tsitsipas 7–5, 7–6(7–5)                     | Mikhail Kukushkin                      | David Goffin Ugo Humbert       | Sergiy Stakhovsky Gilles Simon Andrey Rublev Matthias Bachinger          |
| 18 tháng 2    | Open 13 Marseille, Pháp ATP Tour 250 €744,010 – Cứng trong nhà – 28S/16Q/16D Kết quả đơn – Kết quả đôi                                        | Jérémy Chardy Fabrice Martin 6–3, 6–7(4–7), [10–3]   | Ben McLachlan Matwé Middelkoop         | David Goffin Ugo Humbert       | Sergiy Stakhovsky Gilles Simon Andrey Rublev Matthias Bachinger          |
| 18 tháng 2    | Delray Beach Open Delray Beach, Hoa Kỳ ATP Tour 250 $651,215 – Cứng – 32S/16Q/16D Kết quả đơn – Kết quả đôi                                   | Radu Albot 3–6, 6–3, 7–6(9–7)                        | Dan Evans                              | Mackenzie McDonald John Isner  | Juan Martín del Potro Steve Johnson Andreas Seppi Adrian Mannarino       |
| 18 tháng 2    | Delray Beach Open Delray Beach, Hoa Kỳ ATP Tour 250 $651,215 – Cứng – 32S/16Q/16D Kết quả đơn – Kết quả đôi                                   | Bob Bryan Mike Bryan 7–6(7–5), 6–4                   | Ken Skupski Neal Skupski               | Mackenzie McDonald John Isner  | Juan Martín del Potro Steve Johnson Andreas Seppi Adrian Mannarino       |
| 25 tháng 2    | Dubai Tennis Championships Dubai, Các Tiểu vương quốc Ả Rập Thống nhất ATP Tour 500 $2,887,895 – Cứng – 32S/16Q/16D Kết quả đơn – Kết quả đôi | Roger Federer 6–4, 6–4                               | Stefanos Tsitsipas                     | Gaël Monfils Borna Ćorić       | Hubert Hurkacz Ričardas Berankis Nikoloz Basilashvili Márton Fucsovics   |
| 25 tháng 2    | Dubai Tennis Championships Dubai, Các Tiểu vương quốc Ả Rập Thống nhất ATP Tour 500 $2,887,895 – Cứng – 32S/16Q/16D Kết quả đơn – Kết quả đôi | Rajeev Ram Joe Salisbury 7–6(7–4), 6–3               | Ben McLachlan Jan-Lennard Struff       | Gaël Monfils Borna Ćorić       | Hubert Hurkacz Ričardas Berankis Nikoloz Basilashvili Márton Fucsovics   |
| 25 tháng 2    | Mexican Open Acapulco, México ATP Tour 500 $1,931,110 – Cứng – 32S/16Q/16D Kết quả đơn – Kết quả đôi                                          | Nick Kyrgios 6–3, 6–4                                | Alexander Zverev                       | John Isner Cameron Norrie      | Stan Wawrinka John Millman Mackenzie McDonald Alex de Minaur             |
| 25 tháng 2    | Mexican Open Acapulco, México ATP Tour 500 $1,931,110 – Cứng – 32S/16Q/16D Kết quả đơn – Kết quả đôi                                          | Alexander Zverev Mischa Zverev 2–6, 7–6(7–4), [10–5] | Austin Krajicek Artem Sitak            | John Isner Cameron Norrie      | Stan Wawrinka John Millman Mackenzie McDonald Alex de Minaur             |
| 25 tháng 2    | Brasil Open São Paulo, Brasil ATP Tour 250 $618,810 – Đất nện (Đỏ) trong nhà – 28S/16Q/16D Kết quả đơn – Kết quả đôi                          | Guido Pella 7–5, 6–3                                 | Cristian Garín                         | Casper Ruud Laslo Đere         | Hugo Dellien Leonardo Mayer Marco Trungelliti Félix Auger-Aliassime      |
| 25 tháng 2    | Brasil Open São Paulo, Brasil ATP Tour 250 $618,810 – Đất nện (Đỏ) trong nhà – 28S/16Q/16D Kết quả đơn – Kết quả đôi                          | Federico Delbonis Máximo González 6–4, 6–3           | Luke Bambridge Jonny O'Mara            | Casper Ruud Laslo Đere         | Hugo Dellien Leonardo Mayer Marco Trungelliti Félix Auger-Aliassime      |

### Tháng 3
| Tuần của ngày         | Giải đấu | Vô địch                                         | Á quân                            | Bán kết                                | Tứ kết                                                          |
| --------------------- | --- | ----------------------------------------------- | --------------------------------- | -------------------------------------- | --------------------------------------------------------------- |
| 4 tháng 3 11 tháng 3  | Indian Wells Masters Indian Wells, Hoa Kỳ ATP Tour Masters 1000 $9,314,875 – Cứng – 96S/48Q/32D Kết quả đơn – Kết quả đôi | Dominic Thiem 3–6, 6–3, 7–5                     | Roger Federer                     | Milos Raonic Rafael Nadal              | Gaël Monfils Miomir Kecmanović Hubert Hurkacz Karen Khachanov   |
| 4 tháng 3 11 tháng 3  | Indian Wells Masters Indian Wells, Hoa Kỳ ATP Tour Masters 1000 $9,314,875 – Cứng – 96S/48Q/32D Kết quả đơn – Kết quả đôi | Nikola Mektić Horacio Zeballos 4–6, 6–4, [10–3] | Łukasz Kubot Marcelo Melo         | Milos Raonic Rafael Nadal              | Gaël Monfils Miomir Kecmanović Hubert Hurkacz Karen Khachanov   |
| 18 tháng 3 25 tháng 3 | Miami Open Miami, Hoa Kỳ ATP Tour Masters 1000 $9,314,875 – Cứng – 96S/48Q/32D Kết quả đơn – Kết quả đôi                  | Roger Federer 6–1, 6–4                          | John Isner                        | Félix Auger-Aliassime Denis Shapovalov | Roberto Bautista Agut Borna Ćorić Kevin Anderson Frances Tiafoe |
| 18 tháng 3 25 tháng 3 | Miami Open Miami, Hoa Kỳ ATP Tour Masters 1000 $9,314,875 – Cứng – 96S/48Q/32D Kết quả đơn – Kết quả đôi                  | Bob Bryan Mike Bryan 7–5, 7–6(10–8)             | Wesley Koolhof Stefanos Tsitsipas | Félix Auger-Aliassime Denis Shapovalov | Roberto Bautista Agut Borna Ćorić Kevin Anderson Frances Tiafoe |

### Tháng 4
| Tuần của ngày | Giải đấu | Vô địch                                                 | Á quân                            | Bán kết                                  | Tứ kết                                                               |
| ------------- | --- | ------------------------------------------------------- | --------------------------------- | ---------------------------------------- | -------------------------------------------------------------------- |
| 8 tháng 4     | Hoa Kỳ Men's Clay Court Championships Houston, Hoa Kỳ ATP Tour 250 $652,245 − Đất nện (Đỏ nâu) − 28S/16Q/16D Kết quả đơn − Kết quả đôi | Cristian Garín 7–6(7–4), 4–6, 6–3                       | Casper Ruud                       | Daniel Elahi Galán Sam Querrey           | Jordan Thompson Marcel Granollers Janko Tipsarević Henri Laaksonen   |
| 8 tháng 4     | Hoa Kỳ Men's Clay Court Championships Houston, Hoa Kỳ ATP Tour 250 $652,245 − Đất nện (Đỏ nâu) − 28S/16Q/16D Kết quả đơn − Kết quả đôi | Santiago González Aisam-ul-Haq Qureshi 3–6, 6–4, [10–6] | Ken Skupski Neal Skupski          | Daniel Elahi Galán Sam Querrey           | Jordan Thompson Marcel Granollers Janko Tipsarević Henri Laaksonen   |
| 8 tháng 4     | Grand Prix Hassan II Marrakesh, Morocco ATP Tour 250 €586,140 − Đất nện (Đỏ) − 32S/16Q/16D Kết quả đơn − Kết quả đôi                   | Benoît Paire 6–2, 6–3                                   | Pablo Andújar                     | Jo-Wilfried Tsonga Gilles Simon          | Jaume Munar Lorenzo Sonego Taro Daniel Jiří Veselý                   |
| 8 tháng 4     | Grand Prix Hassan II Marrakesh, Morocco ATP Tour 250 €586,140 − Đất nện (Đỏ) − 32S/16Q/16D Kết quả đơn − Kết quả đôi                   | Jürgen Melzer Franko Škugor 6–4, 7–6(8–6)               | Matwé Middelkoop Frederik Nielsen | Jo-Wilfried Tsonga Gilles Simon          | Jaume Munar Lorenzo Sonego Taro Daniel Jiří Veselý                   |
| 15 tháng 4    | Monte-Carlo Masters Monte Carlo, Monaco ATP Tour Masters 1000 €5,585,030 – Đất nện (Đỏ) – 56S/28Q/32D Kết quả đơn − Kết quả đôi        | Fabio Fognini 6–3, 6–4                                  | Dušan Lajović                     | Daniil Medvedev Rafael Nadal             | Novak Djokovic Lorenzo Sonego Borna Ćorić Guido Pella                |
| 15 tháng 4    | Monte-Carlo Masters Monte Carlo, Monaco ATP Tour Masters 1000 €5,585,030 – Đất nện (Đỏ) – 56S/28Q/32D Kết quả đơn − Kết quả đôi        | Nikola Mektić Franko Škugor 6–7(3–7), 7–6(7–3), [11–9]  | Robin Haase Wesley Koolhof        | Daniil Medvedev Rafael Nadal             | Novak Djokovic Lorenzo Sonego Borna Ćorić Guido Pella                |
| 22 tháng 4    | Barcelona Open Barcelona, Tây Ban Nha ATP Tour 500 €2,746,455 − Đất nện (Đỏ) − 48S/24Q/16D Kết quả đơn − Kết quả đôi                   | Dominic Thiem 6–4, 6–0                                  | Daniil Medvedev                   | Rafael Nadal Kei Nishikori               | Jan-Lennard Struff Guido Pella Roberto Carballés Baena Nicolás Jarry |
| 22 tháng 4    | Barcelona Open Barcelona, Tây Ban Nha ATP Tour 500 €2,746,455 − Đất nện (Đỏ) − 48S/24Q/16D Kết quả đơn − Kết quả đôi                   | Juan Sebastián Cabal Robert Farah 6–4, 7–6(7–4)         | Jamie Murray Bruno Soares         | Rafael Nadal Kei Nishikori               | Jan-Lennard Struff Guido Pella Roberto Carballés Baena Nicolás Jarry |
| 22 tháng 4    | Hungarian Open Budapest, Hungary ATP Tour 250 €586,140 − Đất nện (Đỏ) − 28S/16Q/16D Kết quả đơn − Kết quả đôi                          | Matteo Berrettini 4–6, 6–3, 6–1                         | Filip Krajinović                  | Laslo Đere Pierre-Hugues Herbert         | Pablo Cuevas Nikoloz Basilashvili Attila Balázs Borna Ćorić          |
| 22 tháng 4    | Hungarian Open Budapest, Hungary ATP Tour 250 €586,140 − Đất nện (Đỏ) − 28S/16Q/16D Kết quả đơn − Kết quả đôi                          | Ken Skupski Neal Skupski 6–3, 6–4                       | Marcus Daniell Wesley Koolhof     | Laslo Đere Pierre-Hugues Herbert         | Pablo Cuevas Nikoloz Basilashvili Attila Balázs Borna Ćorić          |
| 29 tháng 4    | Estoril Open Estoril, Bồ Đào Nha ATP Tour 250 €586,140 − Đất nện (Đỏ) − 28S/16Q/16D Kết quả đơn − Kết quả đôi                          | Stefanos Tsitsipas 6–3, 7–6(7–4)                        | Pablo Cuevas                      | David Goffin Alejandro Davidovich Fokina | João Domingues Malek Jaziri Gaël Monfils Frances Tiafoe              |
| 29 tháng 4    | Estoril Open Estoril, Bồ Đào Nha ATP Tour 250 €586,140 − Đất nện (Đỏ) − 28S/16Q/16D Kết quả đơn − Kết quả đôi                          | Jérémy Chardy Fabrice Martin 7–5, 7–6(7–3)              | Luke Bambridge Jonny O'Mara       | David Goffin Alejandro Davidovich Fokina | João Domingues Malek Jaziri Gaël Monfils Frances Tiafoe              |
| 29 tháng 4    | Bavarian International Tennis Championships Munich, Đức ATP Tour 250 €586,140 − Đất nện (Đỏ) − 28S/16Q/16D Kết quả đơn − Kết quả đôi   | Cristian Garín 6–1, 3–6, 7–6(7–1)                       | Matteo Berrettini                 | Marco Cecchinato Roberto Bautista Agut   | Alexander Zverev Márton Fucsovics Guido Pella Philipp Kohlschreiber  |
| 29 tháng 4    | Bavarian International Tennis Championships Munich, Đức ATP Tour 250 €586,140 − Đất nện (Đỏ) − 28S/16Q/16D Kết quả đơn − Kết quả đôi   | Frederik Nielsen Tim Pütz 6–4, 6–2                      | Marcelo Demoliner Divij Sharan    | Marco Cecchinato Roberto Bautista Agut   | Alexander Zverev Márton Fucsovics Guido Pella Philipp Kohlschreiber  |

### Tháng 5
| Tuần của ngày        | Giải đấu | Vô địch                                    | Á quân                          | Bán kết                              | Tứ kết                                                                  |
| -------------------- | --- | ------------------------------------------ | ------------------------------- | ------------------------------------ | ----------------------------------------------------------------------- |
| 6 tháng 5            | Madrid Open Madrid, Tây Ban Nha ATP Tour Masters 1000 €7,279,270 − Đất nện (Đỏ) − 56S/28Q/32D Kết quả đơn − Kết quả đôi                       | Novak Djokovic 6–3, 6–4                    | Stefanos Tsitsipas              | Dominic Thiem Rafael Nadal           | Marin Čilić Roger Federer Alexander Zverev Stan Wawrinka                |
| 6 tháng 5            | Madrid Open Madrid, Tây Ban Nha ATP Tour Masters 1000 €7,279,270 − Đất nện (Đỏ) − 56S/28Q/32D Kết quả đơn − Kết quả đôi                       | Jean-Julien Rojer Horia Tecău 6–2, 6–3     | Diego Schwartzman Dominic Thiem | Dominic Thiem Rafael Nadal           | Marin Čilić Roger Federer Alexander Zverev Stan Wawrinka                |
| 13 tháng 5           | Italian Open Rome, Ý ATP Tour Masters 1000 €5,791,280 − Đất nện (Đỏ) − 56S/28Q/32D Kết quả đơn − Kết quả đôi                                  | Rafael Nadal 6–0, 4–6, 6–1                 | Novak Djokovic                  | Diego Schwartzman Stefanos Tsitsipas | Juan Martín del Potro Kei Nishikori Roger Federer Fernando Verdasco     |
| 13 tháng 5           | Italian Open Rome, Ý ATP Tour Masters 1000 €5,791,280 − Đất nện (Đỏ) − 56S/28Q/32D Kết quả đơn − Kết quả đôi                                  | Juan Sebastián Cabal Robert Farah 6–1, 6–3 | Raven Klaasen Michael Venus     | Diego Schwartzman Stefanos Tsitsipas | Juan Martín del Potro Kei Nishikori Roger Federer Fernando Verdasco     |
| 20 tháng 5           | Geneva Open Geneva, Thụy Sĩ ATP Tour 250 €586,140 − Đất nện (Đỏ) − 28S/16Q/16D Kết quả đơn – Kết quả đôi                                      | Alexander Zverev 6–3, 3–6, 7–6(10–8)       | Nicolás Jarry                   | Federico Delbonis Radu Albot         | Hugo Dellien Albert Ramos Viñolas Taro Daniel Damir Džumhur             |
| 20 tháng 5           | Geneva Open Geneva, Thụy Sĩ ATP Tour 250 €586,140 − Đất nện (Đỏ) − 28S/16Q/16D Kết quả đơn – Kết quả đôi                                      | Oliver Marach Mate Pavić 6–4, 6–4          | Matthew Ebden Robert Lindstedt  | Federico Delbonis Radu Albot         | Hugo Dellien Albert Ramos Viñolas Taro Daniel Damir Džumhur             |
| 20 tháng 5           | Lyon Open Lyon, Pháp ATP Tour 250 €586,140 − Đất nện (Đỏ) − 28S/16Q/16D Kết quả đơn – Kết quả đôi                                             | Benoît Paire 6–4, 6–3                      | Félix Auger-Aliassime           | Nikoloz Basilashvili Taylor Fritz    | Jo-Wilfried Tsonga Steve Johnson Denis Shapovalov Roberto Bautista Agut |
| 20 tháng 5           | Lyon Open Lyon, Pháp ATP Tour 250 €586,140 − Đất nện (Đỏ) − 28S/16Q/16D Kết quả đơn – Kết quả đôi                                             | Ivan Dodig Édouard Roger-Vasselin 6–4, 6–3 | Ken Skupski Neal Skupski        | Nikoloz Basilashvili Taylor Fritz    | Jo-Wilfried Tsonga Steve Johnson Denis Shapovalov Roberto Bautista Agut |
| 27 tháng 5 3 tháng 6 | Giải quần vợt Pháp Mở rộng Paris, Pháp Grand Slam €20,297,500 − Đất nện (Đỏ) 128S/128Q/64D/32X Kết quả đơn – Kết quả đôi – Kết quả đôi nam nữ | Rafael Nadal 6–3, 5–7, 6–1, 6–1            | Dominic Thiem                   | Novak Djokovic Roger Federer         | Alexander Zverev Karen Khachanov Stan Wawrinka Kei Nishikori            |
| 27 tháng 5 3 tháng 6 | Giải quần vợt Pháp Mở rộng Paris, Pháp Grand Slam €20,297,500 − Đất nện (Đỏ) 128S/128Q/64D/32X Kết quả đơn – Kết quả đôi – Kết quả đôi nam nữ | Kevin Krawietz Andreas Mies 6–2, 7–6(7–3)  | Jérémy Chardy Fabrice Martin    | Novak Djokovic Roger Federer         | Alexander Zverev Karen Khachanov Stan Wawrinka Kei Nishikori            |
| 27 tháng 5 3 tháng 6 | Giải quần vợt Pháp Mở rộng Paris, Pháp Grand Slam €20,297,500 − Đất nện (Đỏ) 128S/128Q/64D/32X Kết quả đơn – Kết quả đôi – Kết quả đôi nam nữ | Latisha Chan Ivan Dodig 6–1, 7–6(7–5)      | Gabriela Dabrowski Mate Pavić   | Novak Djokovic Roger Federer         | Alexander Zverev Karen Khachanov Stan Wawrinka Kei Nishikori            |

### Tháng 6
| Tuần của ngày | Giải đấu | Vô địch                                                 | Á quân                           | Bán kết                                 | Tứ kết                                                             |
| ------------- | --- | ------------------------------------------------------- | -------------------------------- | --------------------------------------- | ------------------------------------------------------------------ |
| 10 tháng 6    | Stuttgart Open Stuttgart, Đức ATP Tour 250 €754,540 − Cỏ − 28S/16Q/16D Kết quả đơn − Kết quả đôi                               | Matteo Berrettini 6–4, 7–6(13–11)                       | Félix Auger-Aliassime            | Milos Raonic Jan-Lennard Struff         | Dustin Brown Márton Fucsovics Lucas Pouille Denis Kudla            |
| 10 tháng 6    | Stuttgart Open Stuttgart, Đức ATP Tour 250 €754,540 − Cỏ − 28S/16Q/16D Kết quả đơn − Kết quả đôi                               | John Peers Bruno Soares 7–5, 6–3                        | Rohan Bopanna Denis Shapovalov   | Milos Raonic Jan-Lennard Struff         | Dustin Brown Márton Fucsovics Lucas Pouille Denis Kudla            |
| 10 tháng 6    | Rosmalen Grass Court Championships 's-Hertogenbosch, Hà Lan ATP Tour 250 €711,275 − Cỏ − 28S/16Q/16D Kết quả đơn − Kết quả đôi | Adrian Mannarino 7–6(9–7), 6–3                          | Jordan Thompson                  | Richard Gasquet Borna Ćorić             | Nicolás Jarry Alex de Minaur David Goffin Cristian Garín           |
| 10 tháng 6    | Rosmalen Grass Court Championships 's-Hertogenbosch, Hà Lan ATP Tour 250 €711,275 − Cỏ − 28S/16Q/16D Kết quả đơn − Kết quả đôi | Dominic Inglot Austin Krajicek 6–4, 4–6, [10–4]         | Marcus Daniell Wesley Koolhof    | Richard Gasquet Borna Ćorić             | Nicolás Jarry Alex de Minaur David Goffin Cristian Garín           |
| 17 tháng 6    | Halle Open Halle, Đức ATP Tour 500 €2,219,150 − Cỏ − 32S/16Q/16D Kết quả đơn − Kết quả đôi                                     | Roger Federer 7–6(7–2), 6–1                             | David Goffin                     | Pierre-Hugues Herbert Matteo Berrettini | Roberto Bautista Agut Borna Ćorić Karen Khachanov Alexander Zverev |
| 17 tháng 6    | Halle Open Halle, Đức ATP Tour 500 €2,219,150 − Cỏ − 32S/16Q/16D Kết quả đơn − Kết quả đôi                                     | Raven Klaasen Michael Venus 4–6, 6–3, [10–4]            | Łukasz Kubot Marcelo Melo        | Pierre-Hugues Herbert Matteo Berrettini | Roberto Bautista Agut Borna Ćorić Karen Khachanov Alexander Zverev |
| 17 tháng 6    | Queen's Club Championships London, Anh Quốc ATP Tour 500 €2,219,150 − Cỏ − 32S/16Q/16D Kết quả đơn − Kết quả đôi               | Feliciano López 6–2, 6–7(4–7), 7–6(7–2)                 | Gilles Simon                     | Félix Auger-Aliassime Daniil Medvedev   | Stefanos Tsitsipas Milos Raonic Diego Schwartzman Nicolas Mahut    |
| 17 tháng 6    | Queen's Club Championships London, Anh Quốc ATP Tour 500 €2,219,150 − Cỏ − 32S/16Q/16D Kết quả đơn − Kết quả đôi               | Feliciano López Andy Murray 7–6(8–6), 5–7, [10–5]       | Rajeev Ram Joe Salisbury         | Félix Auger-Aliassime Daniil Medvedev   | Stefanos Tsitsipas Milos Raonic Diego Schwartzman Nicolas Mahut    |
| 24 tháng 6    | Eastbourne International Eastbourne, Anh Quốc ATP Tour 250 €745,880 − Cỏ − 28S/16Q/16D Kết quả đơn − Kết quả đôi               | Taylor Fritz 6–3, 6–4                                   | Sam Querrey                      | Kyle Edmund Thomas Fabbiano             | Hubert Hurkacz Dan Evans Fernando Verdasco Gilles Simon            |
| 24 tháng 6    | Eastbourne International Eastbourne, Anh Quốc ATP Tour 250 €745,880 − Cỏ − 28S/16Q/16D Kết quả đơn − Kết quả đôi               | Juan Sebastián Cabal Robert Farah 3–6, 7–6(7–4), [10–6] | Máximo González Horacio Zeballos | Kyle Edmund Thomas Fabbiano             | Hubert Hurkacz Dan Evans Fernando Verdasco Gilles Simon            |
| 24 tháng 6    | Antalya Open Antalya, Thổ Nhĩ Kỳ ATP Tour 250 €507,490 – Cỏ – 28S/16Q/16D Kết quả đơn – Kết quả đôi                            | Lorenzo Sonego 6–7(5–7), 7–6(7–5), 6–1                  | Miomir Kecmanović                | Jordan Thompson Pablo Carreño Busta     | Viktor Troicki Damir Džumhur Bernard Tomic Adrian Mannarino        |
| 24 tháng 6    | Antalya Open Antalya, Thổ Nhĩ Kỳ ATP Tour 250 €507,490 – Cỏ – 28S/16Q/16D Kết quả đơn – Kết quả đôi                            | Jonathan Erlich Artem Sitak 6–3, 6–4                    | Ivan Dodig Filip Polášek         | Jordan Thompson Pablo Carreño Busta     | Viktor Troicki Damir Džumhur Bernard Tomic Adrian Mannarino        |

### Tháng 7
| Tuần của ngày       | Giải đấu | Vô địch                                                                       | Á quân                                    | Bán kết                                | Tứ kết                                                                      |
| ------------------- | --- | ----------------------------------------------------------------------------- | ----------------------------------------- | -------------------------------------- | --------------------------------------------------------------------------- |
| 1 tháng 7 8 tháng 7 | Giải quần vợt Wimbledon London, Anh Quốc Grand Slam £17,984,000 – Cỏ 128S/128Q/64D/48X Kết quả đơn – Kết quả đôi – Kết quả đôi nam nữ | Novak Djokovic 7–6(7–5), 1–6, 7–6(7–4), 4–6, 13–12(7–3)                       | Roger Federer                             | Roberto Bautista Agut Rafael Nadal     | David Goffin Guido Pella Sam Querrey Kei Nishikori                          |
| 1 tháng 7 8 tháng 7 | Giải quần vợt Wimbledon London, Anh Quốc Grand Slam £17,984,000 – Cỏ 128S/128Q/64D/48X Kết quả đơn – Kết quả đôi – Kết quả đôi nam nữ | Juan Sebastián Cabal Robert Farah 6–7(5–7), 7–6(7–5), 7–6(8–6), 6–7(5–7), 6–3 | Nicolas Mahut Édouard Roger-Vasselin      | Roberto Bautista Agut Rafael Nadal     | David Goffin Guido Pella Sam Querrey Kei Nishikori                          |
| 1 tháng 7 8 tháng 7 | Giải quần vợt Wimbledon London, Anh Quốc Grand Slam £17,984,000 – Cỏ 128S/128Q/64D/48X Kết quả đơn – Kết quả đôi – Kết quả đôi nam nữ | Ivan Dodig Latisha Chan 6–2, 6–3                                              | Robert Lindstedt Jeļena Ostapenko         | Roberto Bautista Agut Rafael Nadal     | David Goffin Guido Pella Sam Querrey Kei Nishikori                          |
| 15 July             | Hall of Fame Open Newport, United States ATP Tour 250 $652,245 − Grass − 28S/16Q/16D Singles Draw − Doubles Draw                      | John Isner 7–6(7–2), 6–3                                                      | Alexander Bublik                          | Ugo Humbert Marcel Granollers          | Matthew Ebden Ilya Ivashka Mischa Zverev Tennys Sandgren                    |
| 15 July             | Hall of Fame Open Newport, United States ATP Tour 250 $652,245 − Grass − 28S/16Q/16D Singles Draw − Doubles Draw                      | Marcel Granollers Sergiy Stakhovsky 6–7(10–12), 6–4, [13–11]                  | Marcelo Arévalo Miguel Ángel Reyes-Varela | Ugo Humbert Marcel Granollers          | Matthew Ebden Ilya Ivashka Mischa Zverev Tennys Sandgren                    |
| 15 July             | Swedish Open Båstad, Sweden ATP Tour 250 €586,140 − Clay (Red) − 28S/16Q/16D Singles Draw − Doubles Draw                              | Nicolás Jarry 7–6(9–7), 6–4                                                   | Juan Ignacio Londero                      | Federico Delbonis Albert Ramos Viñolas | Jérémy Chardy João Sousa Richard Gasquet Roberto Carballés Baena            |
| 15 July             | Swedish Open Båstad, Sweden ATP Tour 250 €586,140 − Clay (Red) − 28S/16Q/16D Singles Draw − Doubles Draw                              | Sander Gillé Joran Vliegen 6–7(5–7), 7–5, [10–5]                              | Federico Delbonis Horacio Zeballos        | Federico Delbonis Albert Ramos Viñolas | Jérémy Chardy João Sousa Richard Gasquet Roberto Carballés Baena            |
| 15 July             | Croatia Open Umag, Croatia ATP Tour 250 €586,140 − Clay (Red) − 28S/16Q/16D Singles Draw − Doubles Draw                               | Dušan Lajović 7–5, 7–5                                                        | Attila Balázs                             | Laslo Đere Salvatore Caruso            | Stefano Travaglia Leonardo Mayer Aljaž Bedene Facundo Bagnis                |
| 15 July             | Croatia Open Umag, Croatia ATP Tour 250 €586,140 − Clay (Red) − 28S/16Q/16D Singles Draw − Doubles Draw                               | Robin Haase Philipp Oswald 7–5, 6–7(2–7), [14–12]                             | Oliver Marach Jürgen Melzer               | Laslo Đere Salvatore Caruso            | Stefano Travaglia Leonardo Mayer Aljaž Bedene Facundo Bagnis                |
| 22 July             | Hamburg European Open Hamburg, Germany ATP Tour 500 €1,855,490 − Clay (Red) − 32S/16Q/16D Singles Draw – Doubles Draw                 | Nikoloz Basilashvili 7–5, 4–6, 6–3                                            | Andrey Rublev                             | Pablo Carreño Busta Alexander Zverev   | Dominic Thiem Fabio Fognini Jérémy Chardy Filip Krajinović                  |
| 22 July             | Hamburg European Open Hamburg, Germany ATP Tour 500 €1,855,490 − Clay (Red) − 32S/16Q/16D Singles Draw – Doubles Draw                 | Oliver Marach Jürgen Melzer 6–2, 7–6(7–3)                                     | Robin Haase Wesley Koolhof                | Pablo Carreño Busta Alexander Zverev   | Dominic Thiem Fabio Fognini Jérémy Chardy Filip Krajinović                  |
| 22 July             | Atlanta Open Atlanta, United States ATP Tour 250 $777,385 − Hard − 28S/16Q/16D Singles Draw – Doubles Draw                            | Alex de Minaur 6–3, 7–6(7–2)                                                  | Taylor Fritz                              | Reilly Opelka Cameron Norrie           | Dan Evans Bernard Tomic Alexei Popyrin Miomir Kecmanović                    |
| 22 July             | Atlanta Open Atlanta, United States ATP Tour 250 $777,385 − Hard − 28S/16Q/16D Singles Draw – Doubles Draw                            | Dominic Inglot Austin Krajicek 6–4, 6–7(5–7), [11–9]                          | Bob Bryan Mike Bryan                      | Reilly Opelka Cameron Norrie           | Dan Evans Bernard Tomic Alexei Popyrin Miomir Kecmanović                    |
| 22 July             | Swiss Open Gstaad, Switzerland ATP Tour 250 €586,140 − Clay (Red) − 28S/16Q/16D Singles Draw – Doubles Draw                           | Albert Ramos Viñolas 6–3, 6–2                                                 | Cedrik-Marcel Stebe                       | João Sousa Pablo Andújar               | Roberto Bautista Agut Thomas Fabbiano Dušan Lajović Roberto Carballés Baena |
| 22 July             | Swiss Open Gstaad, Switzerland ATP Tour 250 €586,140 − Clay (Red) − 28S/16Q/16D Singles Draw – Doubles Draw                           | Sander Gillé Joran Vliegen 6–4, 6–3                                           | Philipp Oswald Filip Polášek              | João Sousa Pablo Andújar               | Roberto Bautista Agut Thomas Fabbiano Dušan Lajović Roberto Carballés Baena |
| 29 July             | Washington Open Washington, United States ATP Tour 500 $2,046,340 − Hard − 48S/16Q/16D Singles Draw – Doubles Draw                    | Nick Kyrgios 7−6(8−6), 7−6(7−4)                                               | Daniil Medvedev                           | Stefanos Tsitsipas Peter Gojowczyk     | Benoît Paire Norbert Gombos Marin Cilic Kyle Edmund                         |
| 29 July             | Washington Open Washington, United States ATP Tour 500 $2,046,340 − Hard − 48S/16Q/16D Singles Draw – Doubles Draw                    | Raven Klaasen Michael Venus 3−6, 6−3, [10−2]                                  | Jean-Julien Rojer Horia Tecău             | Stefanos Tsitsipas Peter Gojowczyk     | Benoît Paire Norbert Gombos Marin Cilic Kyle Edmund                         |
| 29 July             | Los Cabos Open Cabo San Lucas, Mexico ATP Tour 250 $858,565 − Hard − 28S/16Q/16D Singles Draw – Doubles Draw                          | Diego Schwartzman 7–6(8–6), 6–3                                               | Taylor Fritz                              | Radu Albot Guido Pella                 | Fabio Fognini Thanasi Kokkinakis Mikhail Kukushkin Kwon Soon-woo            |
| 29 July             | Los Cabos Open Cabo San Lucas, Mexico ATP Tour 250 $858,565 − Hard − 28S/16Q/16D Singles Draw – Doubles Draw                          | Romain Arneodo Hugo Nys 7–5, 5–7, [16–14]                                     | Dominic Inglot Austin Krajicek            | Radu Albot Guido Pella                 | Fabio Fognini Thanasi Kokkinakis Mikhail Kukushkin Kwon Soon-woo            |
| 29 July             | Austrian Open Kitzbühel, Austria ATP Tour 250 €586,140 − Clay (Red) − 28S/16Q/16D Singles Draw – Doubles Draw                         | Dominic Thiem 7–6(7–0), 6–1                                                   | Albert Ramos Viñolas                      | Lorenzo Sonego Casper Ruud             | Pablo Andújar Fernando Verdasco Pablo Cuevas Jérémy Chardy                  |
| 29 July             | Austrian Open Kitzbühel, Austria ATP Tour 250 €586,140 − Clay (Red) − 28S/16Q/16D Singles Draw – Doubles Draw                         | Philipp Oswald Filip Polášek 6–4, 6–4                                         | Sander Gillé Joran Vliegen                | Lorenzo Sonego Casper Ruud             | Pablo Andújar Fernando Verdasco Pablo Cuevas Jérémy Chardy                  |

### Tháng 8
| Tuần của ngày        | Giải đấu                                                            | Vô địch | Á quân | Bán kết | Tứ kết |
| -------------------- | ------------------------------------------------------------------- | ------- | ------ | ------- | ------ |
| 5 tháng 8            | Canadian Open Montréal, Canada ATP Tour Masters 1000 Cứng           |         |        | ·       | ·      |
| 12 tháng 8           | Cincinnati Masters Cincinnati, Hoa Kỳ ATP Tour Masters 1000 Cứng    |         |        | ·       | ·      |
| 19 tháng 8           | Winston-Salem Open Winston-Salem, Hoa Kỳ ATP Tour 250 Cứng          |         |        | ·       | ·      |
| 26 tháng 8 2 tháng 9 | Giải quần vợt Mỹ Mở rộng Thành phố New York, Hoa Kỳ Grand Slam Cứng |         |        | ·       | ·      |

### Tháng 9
| Tuần của ngày | Giải đấu                                                            | Vô địch | Á quân | Bán kết | Tứ kết |
| ------------- | ------------------------------------------------------------------- | ------- | ------ | ------- | ------ |
| 16 tháng 9    | St. Petersburg Open St. Petersburg, Nga ATP Tour 250 Cứng trong nhà |         |        | ·       | ·      |
| 16 tháng 9    | Moselle Open Metz, Pháp ATP Tour 250 Cứng trong nhà                 |         |        | ·       | ·      |
| 23 tháng 9    | Chengdu Open Thành Đô, Trung Quốc ATP Tour 250 Cứng                 |         |        | ·       | ·      |
| 23 tháng 9    | Zhuhai Open Zhuhai, Trung Quốc ATP Tour 250 Cứng                    |         |        | ·       | ·      |
| 30 tháng 9    | China Open Bắc Kinh, Trung Quốc ATP Tour 500 Cứng                   |         |        | ·       | ·      |
| 30 tháng 9    | Japan Open Tokyo, Nhật Bản ATP Tour 500 Cứng                        |         |        | ·       | ·      |

### Tháng 10
| Tuần của ngày | Giải đấu                                                         | Vô địch | Á quân | Bán kết | Tứ kết |
| ------------- | ---------------------------------------------------------------- | ------- | ------ | ------- | ------ |
| 7 tháng 10    | Shanghai Masters Shanghai, Trung Quốc ATP Tour Masters 1000 Cứng |         |        | ·       | ·      |
| 14 tháng 10   | Kremlin Cup Moskva, Nga ATP Tour 250 Cứng trong nhà              |         |        | ·       | ·      |
| 14 tháng 10   | Stockholm Open Stockholm, Thụy Điển ATP Tour 250 Cứng trong nhà  |         |        | ·       | ·      |
| 14 tháng 10   | European Open Antwerp, Bỉ ATP Tour 250 Cứng trong nhà            |         |        | ·       | ·      |
| 21 tháng 10   | Vienna Open Viên, Áo ATP Tour 500 Cứng trong nhà                 |         |        | ·       | ·      |
| 21 tháng 10   | Swiss Indoors Basel, Thụy Sĩ ATP Tour 500 Cứng trong nhà         |         |        | ·       | ·      |
| 28 tháng 10   | Paris Masters Paris, Pháp ATP Tour Masters 1000 Cứng trong nhà   |         |        | ·       | ·      |

### Tháng 11
| Tuần của ngày | Giải đấu                                                   | Vô địch | Á quân | Bán kết | Tứ kết |
| ------------- | ---------------------------------------------------------- | ------- | ------ | ------- | ------ |
| 4 tháng 11    | Next Gen ATP Finals Milan, Ý Giải biểu diễn Cứng trong nhà |         |        | ·       | ·      |
| 11 tháng 11   | ATP Finals London, Anh Quốc ATP Finals Cứng trong nhà      |         |        | ·       | ·      |
| 18 tháng 11   | Chung kết Davis Cup                                        |         |        | ·       | ·      |

## Thông tin thống kê
Các bảng dưới đây thống kê số danh hiệu đơn (S), đôi (D), và đôi nam nữ (X) của mỗi tay vợt và mỗi quốc gia giành được trong mùa giải, trong tất cả các thể loại giải đấu của ATP Tour 2019: Giải Grand Slam, ATP Finals, ATP Tour Masters 1000, ATP Tour 500 và ATP Tour 250. Các tay vợt / quốc gia được sắp xếp theo:
1. Tổng số danh hiệu (một danh hiệu đôi giành được bởi hai tay vợt đại diện cho cùng một quốc gia được tính là chỉ có một chiến thắng cho quốc gia);
2. Độ quan trọng của những danh hiệu đó (một chức vô địch Grand Slam bằng hai chức vô địch Masters 1000, một chức vô địch ATP Finals với thành tích bất bại bằng một phần rưỡi chức vô địch Masters 1000, một chức vô địch Masters 1000 bằng hai chức vô địch 500, một chức vô địch 500 bằng hai chức vô địch 250);
3. Hệ thống phân cấp: đơn (S)> đôi (D)> đôi nam nữ (X);
4. Thứ tự chữ cái (theo họ của tay vợt).

### Số danh hiệu giành được theo tay vợt
| Tổng số | Tay vợt              | S | D | X | S | D | S | D | S | D | S | D | S | D | X |
| ------- | -------------------- | - | - | - | - | - | - | - | - | - | - | - | - | - | - |
| 3       | Bản mẫu:Lá cờathlete |   |   | ● |   |   |   |   |   |   |   | ● | 0 | 2 | 1 |
| 3       | Bản mẫu:Lá cờathlete |   |   |   |   |   |   | ● |   |   |   | ● | 0 | 3 | 0 |
| 3       | Bản mẫu:Lá cờathlete |   |   |   |   |   | ● |   | ● |   |   |   | 3 | 0 | 0 |
| 3       | Bản mẫu:Lá cờathlete |   |   |   |   |   |   | ● |   | ● |   | ● | 0 | 3 | 0 |
| 3       | Bản mẫu:Lá cờathlete |   |   |   |   |   |   | ● |   | ● |   | ● | 0 | 3 | 0 |
| 3       | Bản mẫu:Lá cờathlete |   |   |   |   |   |   |   |   | ● |   | ● | 0 | 3 | 0 |
| 3       | Bản mẫu:Lá cờathlete |   |   |   |   |   |   |   |   | ● |   | ● | 0 | 3 | 0 |
| 2       | Bản mẫu:Lá cờathlete | ● |   |   |   |   | ● |   |   |   |   |   | 2 | 0 | 0 |
| 2       | Bản mẫu:Lá cờathlete | ● |   |   |   |   | ● |   |   |   |   |   | 2 | 0 | 0 |
| 2       | Bản mẫu:Lá cờathlete |   | ● |   |   |   |   |   |   |   |   | ● | 0 | 2 | 0 |
| 2       | Bản mẫu:Lá cờathlete |   | ● |   |   |   |   |   |   |   |   | ● | 0 | 2 | 0 |
| 2       | Bản mẫu:Lá cờathlete |   | ● |   |   |   |   |   |   |   |   | ● | 0 | 2 | 0 |
| 2       | Bản mẫu:Lá cờathlete |   |   | ● |   |   |   |   |   | ● |   |   | 0 | 1 | 1 |
| 2       | Bản mẫu:Lá cờathlete |   |   |   |   |   | ● |   | ● |   |   |   | 2 | 0 | 0 |
| 2       | Bản mẫu:Lá cờathlete |   |   |   |   |   |   | ● |   |   |   | ● | 0 | 2 | 0 |
| 2       | Bản mẫu:Lá cờathlete |   |   |   |   |   |   | ● |   |   |   | ● | 0 | 2 | 0 |
| 2       | Bản mẫu:Lá cờathlete |   |   |   |   |   |   | ● |   |   |   | ● | 0 | 2 | 0 |
| 2       | Bản mẫu:Lá cờathlete |   |   |   |   |   |   | ● |   |   |   | ● | 0 | 2 | 0 |
| 2       | Bản mẫu:Lá cờathlete |   |   |   |   |   |   |   | ● | ● |   |   | 1 | 1 | 0 |
| 2       | Bản mẫu:Lá cờathlete |   |   |   |   |   |   |   |   | ● | ● |   | 1 | 1 | 0 |
| 2       | Bản mẫu:Lá cờathlete |   |   |   |   |   |   |   |   |   | ● |   | 2 | 0 | 0 |
| 2       | Bản mẫu:Lá cờathlete |   |   |   |   |   |   |   |   |   | ● |   | 2 | 0 | 0 |
| 2       | Bản mẫu:Lá cờathlete |   |   |   |   |   |   |   |   |   | ● |   | 2 | 0 | 0 |
| 2       | Bản mẫu:Lá cờathlete |   |   |   |   |   |   |   |   |   | ● |   | 2 | 0 | 0 |
| 2       | Bản mẫu:Lá cờathlete |   |   |   |   |   |   |   |   |   |   | ● | 0 | 2 | 0 |
| 2       | Bản mẫu:Lá cờathlete |   |   |   |   |   |   |   |   |   |   | ● | 0 | 2 | 0 |
| 2       | Bản mẫu:Lá cờathlete |   |   |   |   |   |   |   |   |   |   | ● | 0 | 2 | 0 |
| 2       | Bản mẫu:Lá cờathlete |   |   |   |   |   |   |   |   |   |   | ● | 0 | 2 | 0 |
| 1       | Bản mẫu:Lá cờathlete |   | ● |   |   |   |   |   |   |   |   |   | 0 | 1 | 0 |
| 1       | Bản mẫu:Lá cờathlete |   |   |   |   |   | ● |   |   |   |   |   | 1 | 0 | 0 |
| 1       | Bản mẫu:Lá cờathlete |   |   |   |   |   |   | ● |   |   |   |   | 0 | 1 | 0 |
| 1       | Bản mẫu:Lá cờathlete |   |   |   |   |   |   | ● |   |   |   |   | 0 | 1 | 0 |
| 1       | Bản mẫu:Lá cờathlete |   |   |   |   |   |   |   | ● |   |   |   | 1 | 0 | 0 |
| 1       | Bản mẫu:Lá cờathlete |   |   |   |   |   |   |   | ● |   |   |   | 1 | 0 | 0 |
| 1       | Bản mẫu:Lá cờathlete |   |   |   |   |   |   |   | ● |   |   |   | 1 | 0 | 0 |
| 1       | Bản mẫu:Lá cờathlete |   |   |   |   |   |   |   |   | ● |   |   | 0 | 1 | 0 |
| 1       | Bản mẫu:Lá cờathlete |   |   |   |   |   |   |   |   | ● |   |   | 0 | 1 | 0 |
| 1       | Bản mẫu:Lá cờathlete |   |   |   |   |   |   |   |   | ● |   |   | 0 | 1 | 0 |
| 1       | Bản mẫu:Lá cờathlete |   |   |   |   |   |   |   |   | ● |   |   | 0 | 1 | 0 |
| 1       | Bản mẫu:Lá cờathlete |   |   |   |   |   |   |   |   | ● |   |   | 0 | 1 | 0 |
| 1       | Bản mẫu:Lá cờathlete |   |   |   |   |   |   |   |   | ● |   |   | 0 | 1 | 0 |
| 1       | Bản mẫu:Lá cờathlete |   |   |   |   |   |   |   |   | ● |   |   | 0 | 1 | 0 |
| 1       | Bản mẫu:Lá cờathlete |   |   |   |   |   |   |   |   |   | ● |   | 1 | 0 | 0 |
| 1       | Bản mẫu:Lá cờathlete |   |   |   |   |   |   |   |   |   | ● |   | 1 | 0 | 0 |
| 1       | Bản mẫu:Lá cờathlete |   |   |   |   |   |   |   |   |   | ● |   | 1 | 0 | 0 |
| 1       | Bản mẫu:Lá cờathlete |   |   |   |   |   |   |   |   |   | ● |   | 1 | 0 | 0 |
| 1       | Bản mẫu:Lá cờathlete |   |   |   |   |   |   |   |   |   | ● |   | 1 | 0 | 0 |
| 1       | Bản mẫu:Lá cờathlete |   |   |   |   |   |   |   |   |   | ● |   | 1 | 0 | 0 |
| 1       | Bản mẫu:Lá cờathlete |   |   |   |   |   |   |   |   |   | ● |   | 1 | 0 | 0 |
| 1       | Bản mẫu:Lá cờathlete |   |   |   |   |   |   |   |   |   | ● |   | 1 | 0 | 0 |
| 1       | Bản mẫu:Lá cờathlete |   |   |   |   |   |   |   |   |   | ● |   | 1 | 0 | 0 |
| 1       | Bản mẫu:Lá cờathlete |   |   |   |   |   |   |   |   |   | ● |   | 1 | 0 | 0 |
| 1       | Bản mẫu:Lá cờathlete |   |   |   |   |   |   |   |   |   | ● |   | 1 | 0 | 0 |
| 1       | Bản mẫu:Lá cờathlete |   |   |   |   |   |   |   |   |   | ● |   | 1 | 0 | 0 |
| 1       | Bản mẫu:Lá cờathlete |   |   |   |   |   |   |   |   |   | ● |   | 1 | 0 | 0 |
| 1       | Bản mẫu:Lá cờathlete |   |   |   |   |   |   |   |   |   | ● |   | 1 | 0 | 0 |
| 1       | Bản mẫu:Lá cờathlete |   |   |   |   |   |   |   |   |   | ● |   | 1 | 0 | 0 |
| 1       | Bản mẫu:Lá cờathlete |   |   |   |   |   |   |   |   |   |   | ● | 0 | 1 | 0 |
| 1       | Bản mẫu:Lá cờathlete |   |   |   |   |   |   |   |   |   |   | ● | 0 | 1 | 0 |
| 1       | Bản mẫu:Lá cờathlete |   |   |   |   |   |   |   |   |   |   | ● | 0 | 1 | 0 |
| 1       | Bản mẫu:Lá cờathlete |   |   |   |   |   |   |   |   |   |   | ● | 0 | 1 | 0 |
| 1       | Bản mẫu:Lá cờathlete |   |   |   |   |   |   |   |   |   |   | ● | 0 | 1 | 0 |
| 1       | Bản mẫu:Lá cờathlete |   |   |   |   |   |   |   |   |   |   | ● | 0 | 1 | 0 |
| 1       | Bản mẫu:Lá cờathlete |   |   |   |   |   |   |   |   |   |   | ● | 0 | 1 | 0 |
| 1       | Bản mẫu:Lá cờathlete |   |   |   |   |   |   |   |   |   |   | ● | 0 | 1 | 0 |
| 1       | Bản mẫu:Lá cờathlete |   |   |   |   |   |   |   |   |   |   | ● | 0 | 1 | 0 |
| 1       | Bản mẫu:Lá cờathlete |   |   |   |   |   |   |   |   |   |   | ● | 0 | 1 | 0 |
| 1       | Bản mẫu:Lá cờathlete |   |   |   |   |   |   |   |   |   |   | ● | 0 | 1 | 0 |
| 1       | Bản mẫu:Lá cờathlete |   |   |   |   |   |   |   |   |   |   | ● | 0 | 1 | 0 |
| 1       | Bản mẫu:Lá cờathlete |   |   |   |   |   |   |   |   |   |   | ● | 0 | 1 | 0 |
| 1       | Bản mẫu:Lá cờathlete |   |   |   |   |   |   |   |   |   |   | ● | 0 | 1 | 0 |
| 1       | Bản mẫu:Lá cờathlete |   |   |   |   |   |   |   |   |   |   | ● | 0 | 1 | 0 |
| 1       | Bản mẫu:Lá cờathlete |   |   |   |   |   |   |   |   |   |   | ● | 0 | 1 | 0 |
| 1       | Bản mẫu:Lá cờathlete |   |   |   |   |   |   |   |   |   |   | ● | 0 | 1 | 0 |
| 1       | Bản mẫu:Lá cờathlete |   |   |   |   |   |   |   |   |   |   | ● | 0 | 1 | 0 |
| 1       | Bản mẫu:Lá cờathlete |   |   |   |   |   |   |   |   |   |   | ● | 0 | 1 | 0 |
| 1       | Bản mẫu:Lá cờathlete |   |   |   |   |   |   |   |   |   |   | ● | 0 | 1 | 0 |
| 1       | Bản mẫu:Lá cờathlete |   |   |   |   |   |   |   |   |   |   | ● | 0 | 1 | 0 |
| 1       | Bản mẫu:Lá cờathlete |   |   |   |   |   |   |   |   |   |   | ● | 0 | 1 | 0 |
| 1       | Bản mẫu:Lá cờathlete |   |   |   |   |   |   |   |   |   |   | ● | 0 | 1 | 0 |
| 1       | Bản mẫu:Lá cờathlete |   |   |   |   |   |   |   |   |   |   | ● | 0 | 1 | 0 |

### Số danh hiệu giành được theo quốc gia
| Tổng số | Quốc gia          | S | D | X | S | D | S | D | S | D | S | D | S | D | X |
| ------- | ----------------- | - | - | - | - | - | - | - | - | - | - | - | - | - | - |
| 12      | Bản mẫu:Lá cờteam |   | 1 |   |   |   |   |   | 1 | 1 | 4 | 5 | 5 | 7 | 0 |
| 8       | Bản mẫu:Lá cờteam |   |   | 1 |   |   |   | 2 |   |   |   | 5 | 0 | 7 | 1 |
| 8       | Bản mẫu:Lá cờteam |   |   | 1 |   |   |   | 1 |   | 1 | 3 | 2 | 3 | 4 | 1 |
| 7       | Bản mẫu:Lá cờteam |   |   |   |   |   |   | 1 |   | 1 | 2 | 3 | 2 | 5 | 0 |
| 6       | Bản mẫu:Lá cờteam |   | 1 |   |   |   |   |   |   | 1 | 1 | 3 | 1 | 5 | 0 |
| 5       | Bản mẫu:Lá cờteam | 1 |   |   |   |   | 1 |   | 1 | 1 | 1 |   | 4 | 1 | 0 |
| 5       | Bản mẫu:Lá cờteam |   |   |   |   |   | 1 |   | 1 |   |   | 3 | 2 | 3 | 0 |
| 5       | Bản mẫu:Lá cờteam |   |   |   |   |   | 1 |   |   |   | 4 |   | 5 | 0 | 0 |
| 4       | Bản mẫu:Lá cờteam |   |   |   |   |   |   |   |   | 1 |   | 3 | 0 | 4 | 0 |
| 3       | Bản mẫu:Lá cờteam | 1 |   |   |   |   | 1 |   | 1 |   |   |   | 3 | 0 | 0 |
| 3       | Bản mẫu:Lá cờteam |   |   |   |   |   | 1 |   | 2 |   |   |   | 3 | 0 | 0 |
| 3       | Bản mẫu:Lá cờteam |   |   |   |   |   |   | 1 |   | 1 |   | 1 | 0 | 3 | 0 |
| 3       | Bản mẫu:Lá cờteam |   |   |   |   |   |   |   | 1 |   | 1 | 1 | 2 | 1 | 0 |
| 3       | Bản mẫu:Lá cờteam |   |   |   |   |   |   |   |   | 1 | 2 |   | 2 | 1 | 0 |
| 3       | Bản mẫu:Lá cờteam |   |   |   |   |   |   |   |   | 1 |   | 2 | 0 | 3 | 0 |
| 2       | Bản mẫu:Lá cờteam |   |   |   |   |   |   | 1 |   |   |   | 1 | 0 | 2 | 0 |
| 2       | Bản mẫu:Lá cờteam |   |   |   |   |   |   |   |   | 1 | 1 |   | 1 | 1 | 0 |
| 2       | Bản mẫu:Lá cờteam |   |   |   |   |   |   |   |   |   | 2 |   | 2 | 0 | 0 |
| 2       | Bản mẫu:Lá cờteam |   |   |   |   |   |   |   |   |   | 1 | 1 | 1 | 1 | 0 |
| 2       | Bản mẫu:Lá cờteam |   |   |   |   |   |   |   |   |   |   | 2 | 0 | 2 | 0 |
| 1       | Bản mẫu:Lá cờteam |   |   |   |   |   |   | 1 |   |   |   |   | 0 | 1 | 0 |
| 1       | Bản mẫu:Lá cờteam |   |   |   |   |   |   |   |   | 1 |   |   | 0 | 1 | 0 |
| 1       | Bản mẫu:Lá cờteam |   |   |   |   |   |   |   |   |   | 1 |   | 1 | 0 | 0 |
| 1       | Bản mẫu:Lá cờteam |   |   |   |   |   |   |   |   |   | 1 |   | 1 | 0 | 0 |
| 1       | Bản mẫu:Lá cờteam |   |   |   |   |   |   |   |   |   |   | 1 | 0 | 1 | 0 |
| 1       | Bản mẫu:Lá cờteam |   |   |   |   |   |   |   |   |   |   | 1 | 0 | 1 | 0 |
| 1       | Bản mẫu:Lá cờteam |   |   |   |   |   |   |   |   |   |   | 1 | 0 | 1 | 0 |
| 1       | Bản mẫu:Lá cờteam |   |   |   |   |   |   |   |   |   |   | 1 | 0 | 1 | 0 |
| 1       | Bản mẫu:Lá cờteam |   |   |   |   |   |   |   |   |   |   | 1 | 0 | 1 | 0 |
| 1       | Bản mẫu:Lá cờteam |   |   |   |   |   |   |   |   |   |   | 1 | 0 | 1 | 0 |
| 1       | Bản mẫu:Lá cờteam |   |   |   |   |   |   |   |   |   |   | 1 | 0 | 1 | 0 |

### Thông tin danh hiệu
Dưới đây là các tay vợt giành được danh hiệu đầu tiên ở các nội dung đơn, đôi hoặc đôi nam nữ:
Đơn
- Tennys Sandgren – Auckland (kết quả)
- Alex de Minaur – Sydney (kết quả)
- Juan Ignacio Londero – Córdoba (kết quả)
- Reilly Opelka – New York (kết quả)
- Laslo Đere – Rio de Janeiro (kết quả)
- Radu Albot – Delray Beach (kết quả)
- Guido Pella – São Paulo (kết quả)
- Cristian Garín – Houston (kết quả)
- Adrian Mannarino – Rosmalen (kết quả)
- Lorenzo Sonego – Antalya (kết quả)
- Taylor Fritz – Eastbourne (kết quả)

Đôi
- David Goffin – Doha (kết quả)
- Kevin Krawietz – New York (kết quả)
- Andreas Mies – New York (kết quả)

Đôi nam nữ
- Rajeev Ram – Giải quần vợt Úc Mở rộng (kết quả)

Dưới đây là các tay vợt bảo vệ thành công danh hiệu ở các nội dung đơn, đôi, hoặc đôi nam nữ:
Đơn
- Rafael Nadal – Rome (kết quả), Giải quần vợt Pháp Mở rộng (kết quả)

Đôi
- Federico Delbonis – São Paulo (kết quả)
- Máximo González – São Paulo (kết quả)
- Bob Bryan – Miami (kết quả)
- Mike Bryan – Miami (kết quả)
- Juan Sebastián Cabal – Rome (kết quả)
- Robert Farah – Rome (kết quả)
- Oliver Marach – Geneva (kết quả)
- Mate Pavić – Geneva (kết quả)
- Dominic Inglot – Rosmalen (kết quả)

Đôi nam nữ
- Ivan Dodig – Giải quần vợt Pháp Mở rộng (kết quả)

### Thứ hạng cao nhất
Dưới đây là các tay vợt có thứ hạng cao nhất mùa giải này trong top 50 (in đậm là các tay vợt lần đầu tiên vào top 10):
Đơn
- Malek Jaziri (vị trí số 42 vào ngày 7 tháng 1)
- Tennys Sandgren (vị trí số 41 vào ngày 14 tháng 1)
- Frances Tiafoe (vị trí số 29 vào ngày 11 tháng 2)
- Pierre-Hugues Herbert (vị trí số 36 vào ngày 11 tháng 2)
- Marco Cecchinato (vị trí số 16 vào ngày 25 tháng 2)
- Mikhail Kukushkin (vị trí số 38 vào ngày 25 tháng 2)
- Alex de Minaur (vị trí số 23 vào ngày 4 tháng 3)
- Márton Fucsovics (vị trí số 31 vào ngày 4 tháng 3)
- Denis Shapovalov (vị trí số 20 vào ngày 1 tháng 4)
- Dušan Lajović (vị trí số 23 vào ngày 29 tháng 4)
- Guido Pella (vị trí số 21 vào ngày 13 tháng 5)
- Hubert Hurkacz (vị trí số 41 vào ngày 13 tháng 5)
- Stefanos Tsitsipas (vị trí số 6 vào ngày 20 tháng 5)
- Cameron Norrie (vị trí số 41 vào ngày 20 tháng 5)
- Nikoloz Basilashvili (vị trí số 16 vào ngày 27 tháng 5)
- Radu Albot (vị trí số 40 vào ngày 27 tháng 5)
- Karen Khachanov (vị trí số 9 vào ngày 10 tháng 6)
- Fabio Fognini (vị trí số 10 vào ngày 10 tháng 6)
- Daniil Medvedev (vị trí số 13 vào ngày 10 tháng 6)
- Felix Auger-Aliassime (vị trí số 21 vào ngày 10 tháng 6)
- Laslo Đere (vị trí số 27 vào ngày 10 tháng 6)
- Cristian Garín (vị trí số 32 vào ngày 10 tháng 6)
- Matteo Berrettini (vị trí số 20 vào ngày 24 tháng 6)
- Taylor Fritz (vị trí số 31 vào ngày 1 tháng 7)
- Jan-Lennard Struff (vị trí số 33 vào ngày 1 tháng 7)
- Jordan Thompson (vị trí số 44 vào ngày 1 tháng 7)
- Lorenzo Sonego (vị trí số 46 vào ngày 1 tháng 7)

Đôi
- Leonardo Mayer (vị trí số 48 vào ngày 28 tháng 1)
- Roman Jebavý (vị trí số 43 vào ngày 4 tháng 3)
- Nicolás Jarry (vị trí số 40 vào ngày 18 tháng 3)
- Nikola Mektić (vị trí số 5 vào ngày 22 tháng 4)
- Franko Škugor (vị trí số 17 vào ngày 22 tháng 4)
- Máximo González (vị trí số 22 vào ngày 22 tháng 4)
- Wesley Koolhof (vị trí số 26 vào ngày 22 tháng 4)
- João Sousa (vị trí số 29 vào ngày 6 tháng 5)
- Neal Skupski (vị trí số 27 vào ngày 20 tháng 5)
- Jonny O'Mara (vị trí số 44 vào ngày 20 tháng 5)
- Austin Krajicek (vị trí số 35 vào ngày 27 tháng 5)
- Luke Bambridge (vị trí số 41 vào ngày 27 tháng 5)
- Kevin Krawietz (vị trí số 21 vào ngày 10 tháng 6)
- Andreas Mies (vị trí số 22 vào ngày 10 tháng 6)
- Fabrice Martin (vị trí số 28 vào ngày 10 tháng 6)
- Jérémy Chardy (vị trí số 28 vào ngày 17 tháng 6)
- Diego Schwartzman (vị trí số 42 vào ngày 17 tháng 6)
- Michael Venus (vị trí số 10 vào ngày 24 tháng 6)
- Horacio Zeballos (vị trí số 12 vào ngày 24 tháng 6)
- Joe Salisbury (vị trí số 19 vào ngày 24 tháng 6)

## Phân phối điểm
| Thể loại                        | VĐ                    | CK                   | BK                  | TK | 1/16 | 1/32 | 1/64 | 1/128 | VL | VL3 | VL2 | VL1 |
| Grand Slam (128S)               | 2000                  | 1200                 | 720                 | 360 | 180 | 90 | 45 | 10 | 25 | 16 | 8 | 0 |
| Grand Slam (64D)                | 2000                  | 1200                 | 720                 | 360 | 180 | 90 | 0 | – | 25 | – | 0 | 0 |
| ATP Finals (8S/8D)              | 1500 (max) 1100 (min) | 1000 (max) 600 (min) | 600 (max) 200 (min) | 200 cho tay vợt thắng mỗi trận vòng bảng, +400 cho tay vợt thắng bán kết, +500 cho tay vợt thắng chung kết | 200 cho tay vợt thắng mỗi trận vòng bảng, +400 cho tay vợt thắng bán kết, +500 cho tay vợt thắng chung kết | 200 cho tay vợt thắng mỗi trận vòng bảng, +400 cho tay vợt thắng bán kết, +500 cho tay vợt thắng chung kết | 200 cho tay vợt thắng mỗi trận vòng bảng, +400 cho tay vợt thắng bán kết, +500 cho tay vợt thắng chung kết | 200 cho tay vợt thắng mỗi trận vòng bảng, +400 cho tay vợt thắng bán kết, +500 cho tay vợt thắng chung kết | 200 cho tay vợt thắng mỗi trận vòng bảng, +400 cho tay vợt thắng bán kết, +500 cho tay vợt thắng chung kết | 200 cho tay vợt thắng mỗi trận vòng bảng, +400 cho tay vợt thắng bán kết, +500 cho tay vợt thắng chung kết | 200 cho tay vợt thắng mỗi trận vòng bảng, +400 cho tay vợt thắng bán kết, +500 cho tay vợt thắng chung kết | 200 cho tay vợt thắng mỗi trận vòng bảng, +400 cho tay vợt thắng bán kết, +500 cho tay vợt thắng chung kết |
| ATP Tour Masters 1000 (96S)     | 1000                  | 600                  | 360                 | 180 | 90 | 45 | 25 | 10 | 16 | – | 8 | 0 |
| ATP Tour Masters 1000 (56S/48S) | 1000                  | 600                  | 360                 | 180 | 90 | 45 | 10 | – | 25 | – | 16 | 0 |
| ATP Tour Masters 1000 (32D/24D) | 1000                  | 600                  | 360                 | 180 | 90 | 0 | – | – | – | – | – | – |
| ATP Tour 500 (48S)              | 500                   | 300                  | 180                 | 90 | 45 | 20 | 0 | – | 10 | – | 4 | 0 |
| ATP Tour 500 (32S)              | 500                   | 300                  | 180                 | 90 | 45 | 0 | – | – | 20 | – | 10 | 0 |
| ATP Tour 500 (16D)              | 500                   | 300                  | 180                 | 90 | 0 | – | – | – | 45 | – | 25 | 0 |
| ATP Tour 250 (48S)              | 250                   | 150                  | 90                  | 45 | 20 | 10 | 0 | – | 5 | – | 3 | 0 |
| ATP Tour 250 (32S/28S)          | 250                   | 150                  | 90                  | 45 | 20 | 0 | – | – | 12 | – | 6 | 0 |
| ATP Tour 250 (16D)              | 250                   | 150                  | 90                  | 45 | 0 | – | – | – | – | – | – | – |